# Asplenium rutifolium
Asplenium rutifolium là một loài dương xỉ trong họ Aspleniaceae. Loài này được Bergius Kunze mô tả khoa học đầu tiên năm 1836.

## Hình ảnh

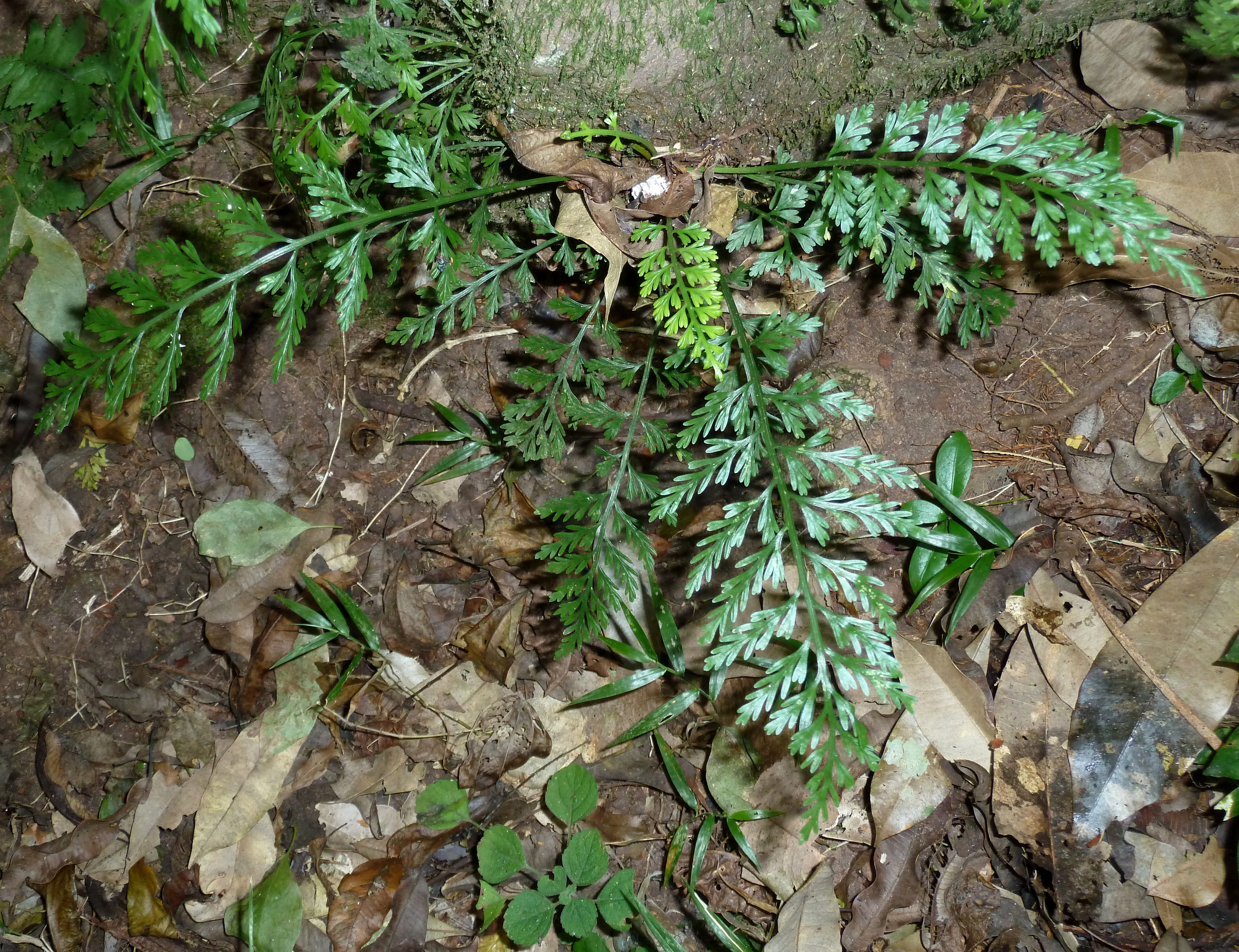